# NOW Hip Hop Vol. 1
NOW Hip Hop Vol. 1 er et dansk opsamlingsalbum udgivet 14. november 2003 af NOW Music. 

## Spor
1. Eminem: "Business"
2. 50 Cent feat. Nate Dogg: "21 Questions"
3. Beyoncé feat. Jay-Z: "Crazy In Love"
4. Chingy: "Right Thurr"
5. Jokeren feat. Styggtann: "Sulten"
6. Lumidee: "Never Leave You (Uh Oooh, Uh Oooh)"
7. Burhan G: "Burhan G"
8. DMX: "Where The Hood At?"
9. Ashanti: "Rock Wit U (Awww Baby)"
10. Nas: "I Can"
11. Clemens: "Hip 2 The Hop"
12. Mya: "My Love Is Like... Wo"
13. Big Brovaz: "Favourite Things"
14. Ufo Yepha: "Hver Dag"
15. Don Johnson Big Band: "One MC, One Delay"
16. Ludacris feat. Shawnna: "Stand Up"
17. L.O.C.: "De Bitches"
18. Ja Rule: "Reign"
19. Ginuwine feat. Baby: "Hell Yeah"